# Jakob Stoustrup
Jakob Stoustrup er en dansk forsker ansat ved Aalborg Universitet, hvor han fungerer som professor i reguleringsteori ved Institut for Elektroniske Systemer. 
.

## Uddannelse
Jakob Stoustrup modtog civilingeniørgraden inden for elektronik i 1987, og PhD-graden i anvendt matematik i 1991, begge fra Danmarks Tekniske Universitet.

## Baggrund, karriere og videnskabelige bidrag
Efter en første stilling som undervisningsassistent ved Danmarks Tekniske Universitet, og gæsteforsker ved Eindhoven University of Technology, Holland, 1988, blev Jakob Stoustrup ansat som forskningsadjunkt finansieret af Danmarks Teknisk-Videnskabelige Forskningsråd, 1991. Derefter var han adjunkt 1991-1995 og lektor 1995-1996, begge ved Institut for Matematik, Danmarks Tekniske Universitet. Han var gæsteforsker ved University of Strathclyde, Glasgow, U.K., i 1996, og senere gæsteprofessor ved Mittag-Leffler Instituttet, Stockholm, Sverige, 2003. Fra 1997-2013 og siden 2016 har Jakob Stoustrup fungeret som Professor ved Automation & Control, Aalborg Universitet, og fra 2006-2013, fungerede han som Forskningsleder for Institut for Elektroniske Systemer, Aalborg Universitet. Fra 2014-2016 var Jakob Stoustrup ansat som Chief Scientist ved Pacific Northwest National Laboratory i USA, hvor han ledte forskningsprogrammmet Control of Complex Systems Initiative. I 2017 blev Jakob Stoustrup udnævnt til prodekan ved TECH-fakultetet ved Aalborg Universitet med ansvar for uddannelse og for energiområdet.
Jakob Stoustrup har været medlem af det svenske Vetenskapsrådet (Signals and Systems), af Norges forskningsråd, af European Research Council og af det danske Forskningsråd for Teknologi og Produktion. Han har været redaktør, gæsteredaktør og bestyrelsesmedlem for flere internationale, videnskabelige tidsskrifter. Ved flere lejligheder har Jakob Stoustrup optrådt som hovedtaler ved internationale konferencer, ligesom han har optrådt som hovedarrangør af sådanne. Stoustrup er blevet udnævnt af IEEE som formand for Control Systems Society/Robotics & Automation Society Joint Chapter. I 2008 blev Jakob Stoustrup valgt som formand for en teknisk komité under International Federation of Automatic Control, TC6.4. I 2011 blev Jakob Stoustrup udpeget som medlem af Technical Board for International Federation of Automatic Control. Jakob Stoustrup har omfattende samarbejde med erhvervslivet, og har været direktør for to teknologiske start-up virksomheder. Han har ledt adskillige større forskningsprojekter baseret på et større antal videnskabelige bevillinger og kontrakter.
De væsentligste videnskabelige bidrag for Jakob Stoustrup har været inden for områderne robust reguleringsteori og teorien om fejltolerante reguleringssystemer. I disse to områder har han publiceret omkring 300 fagfællebedømte videnskabelige publikationer.
I 2009 foreslog Jakob Stoustrup en helt ny forskningsretning inden for reguleringsteori med navnet Plug-and-Play Control .
Som en usædvanlig bedrift spænder hans arbejde hele vejen fra udvikling af nye videnskabelige metoder til praktiske, industrielle anvendelser.
Inden for robust reguleringsteori har Jakob Stoustrup bl.a. bidraget til udvikling af de såkaldte loop transfer recovery metoder til at designe H∞ regulatorer samt til udvikling af robuste reguleringsmetoder for systemer med parametriske usikkerhedsbeskrivelser. Loop transfer recovery metoderne har været bland de mest populære modelbaserede designmetoder anvendt i industrien, bl.a. på grund af deres intuitive sammenhænge mellem tilstandstilbagekoblinger og estimationsbaserede metoder. Loop transfer recovery methods blev oprindeligt udviklede som en udvidelse af de såkaldte LQG (Linear Quadratic Gaussian) metoder, men Jakob Stoustrup og hans medarbejdere videreudviklede metoderne til også at omfatte den såkaldte H∞ regulering, og muliggjorde dermed, at reguleringen kunne tage højde for modelfejl.
Jakob Stoustrups bidrag til design af robuste regulatorer for systemer med parametriske usikkerhedsbeskrivelser har især fokuseret på at etablere designmetoder baseret på konveks optimering. Selvom parametriske usikkerhedsbeskrivelser naturligt opstår ved anvendelse af modelleringsmetoder baseret på fysikkens love, bliver de underliggende optimeringsproblemer ofte ikke-konvekse, hvilket betyder, at de ikke tillader effektive online-løsninger. I arbejdet af Stoustrup og hans medarbejdere, bliver det imidlertid beskrevet hvorledes en klasse af denne type af problemer kan omskrives til konvekse optimeringsproblemer, og eksplicitte algoritmer for løsningen af disse blev foreslået.
Et teoretisk result fra Stoustrup inden for robust reguleringsteori fastslår at for en generel klasse af systemer, vil ordenen af en decentraliseret [[H∞ regulator]] gå mod uendelig, når ydeevnen presses mod sin optimale værdi, og at der ikke engang findes en uendelig-dimensional (kausal) regulator i dette tilfælde.
Inden for fejltolerant regulering har Jakob Stoustrups hovedbidrag været at introducere et antal optimeringsbaserede metoder for at kunne løse problemer inden for fejldiagnose og fejltolerant regulering. Resultaterne inkluderer eksplicitte metoder for tidsvariende, ikke-lineære og usikre systemer til at dimensionere fejldiagnose- og fejltolerante systemer. Inspireret af sit arbejde inden for robust regulering, har Jakob Stoustrup og hans medarbejdere foreslået en generel arkitektur for modellering og design af fejldiagnose- og fejltolerante systemer, der kan håndtere de nævnte udfordringer.
Et teoretisk resultat af Jakob Stoustrup inden for fejltolerante reguleringssystemer giver svaret på et tidligere åbent problem. Ved hjælp af et konstruktivt bevis bliver det fastslået, at under milde antagelser kan det altid lade sig gøre at designe en regulator, der stabiliserer et system med to eller flere sensorer, selvom signalet fra en vilkårlig af sensorerne skulle forsvinde. Det bliver imidlertid også bevist, at den mindste orden af en sådan regulator kan blive ubegrænset stor .
Ud over de ovenfor nævnte teoretiske resultater, har Jakob Stoustrup også opnået at bringe en række af disse resultater til industriel praksis. Jakob Stoustrup og hans forskergruppe har arbejdet med et betragteligt antal virksomheder i en bred vifte af industrielle sektorer. Eksempler på industrielle anvendelser af gruppens arbejde er:
- Regulering af det intelligent elnet[11]
- Automatiske døråbningssystemer[12]
- Regulering af svejseprosser[11]
- Regulerng af kraftværker baseret på biomasse[11]
- Regulering af compact disk afspillere[13]
- Regulering af brændselsceller[11]
- Regulering af varme-, ventilations- og air-conditioning systemer[11]
- Regulering af indeklima i staldbygninger[11]
- Regulering af marine kedler[11]
- Regulering af kølesystemer[11]
- Design af 3D sensor systemer[12]
- Fejldiagnose i kraftværker[11]
- Fejldiagnose i bil-affjedringssystemer[11]
- Fejlestimation for rumfartøjer under re-entry mission[11]
- Ikke-Hermitiske overgange i kvante-dynamik[14]
- Robust regulering af vindmøller[15]
- Regulering af spænding og tykkelse i stålvalse-processer[11]
- To-benede gående robotter [16]

Disse industrielle anvendelser er blevet udført af Jakob Stoustrup og hans medarbejdere i samarbejde med flere end 50 industrielle virksomheder i adskillige lande.

## Hædersbevisninger
- Statoil-prisen (1997)
- Medlem af Akademiet for de Tekniske Videnskaber (ATV) (2005)
- Dannin-prisen for videnskabelig forskning (2006)
- Ridder af Dannebrog (2015)